# Lacmellea foxii
Lacmellea foxii är en oleanderväxtart som först beskrevs av Otto Stapf, och fick sitt nu gällande namn av Markgraf. Lacmellea foxii ingår i släktet Lacmellea och familjen oleanderväxter. Inga underarter finns listade i Catalogue of Life.